# 米克·蓬佩奧
迈克尔·理查德·“迈克”·蓬佩奧（英語：Michael  Richard "Mike" Pompeo；/pɒmˈpeɪoʊ/；1963年12月30日—，另譯庞培欧、庞佩欧、庞皮欧、龐貝），美國政治人物，生於加利福尼亚州橙縣，美國第70任國務卿（2018年—2021年），卸任後加入保守派智庫哈德遜研究所擔任傑出會士（distinguished fellow）。曾任美国陆军军官、堪萨斯州联邦众议员和中央情報局局長。

## 教育和早期职业生涯
蓬佩奧1963年12月30日出生於加利福尼亚的橘郡；父親韦恩·蓬佩奧（Wayne Pompeo）是一位意大利裔機電技工；母親多萝西·蓬佩奧（Dorothy (Mercer) Pompeo）。蓬佩奧1982年泉谷洛斯阿米戈斯高中毕业，在高中畢業典禮上作為學生代表致辭，兩次在當地的霜淇淋店榮獲每月最佳員工稱號。1986年毕业于美国西点军校，以第一名成绩获得工程管理本科学位；1986年至1991年冷戰期間在美国陸軍服役五年，是负责巡逻西德与东德和捷克斯洛伐克边境的陆军裝甲兵军官，官拜上尉退役。
1994年，蓬佩奥从哈佛大学法学院毕业，获得法律博士学位，并担任《哈佛法律与公共政策杂志》（Harvard Journal of Law and Public Policy）和《哈佛法律评论》的编辑。毕业后，他于1994年-1996年在华府的康諾利律師事務所律师事务所担任稅務訴訟律师。
2006年至2010年，担任Sentry International的总裁，这是一家生产石油钻探设备的制造公司。

## 商业生涯
1998年，蓬佩奥遷居堪萨斯州的威奇托，他在該地和另外三位西点军校的朋友布莱恩·布拉托、乌尔里希·布雷什布尔和迈克尔·斯特拉丁格（Michael Stradinger）在那里收购了当地的三家（Aero Machine、Precision Profiling、B&B Machine）和圣路易斯的一家（Advance Tool & Die）飞机零部件制造商，并以西点军校校长西尔瓦努斯·塞耶（Sylvanus Thayer）的名字将其更名为“Thayer Aerospace”。这家私人机构的风险投资包括科赫工业公司（Koch Industries）和达拉斯凯迪纳尔投资公司（Dallas-based Cardinal Investment）以及贝恩策略顾问（当时布雷什布尔为贝恩工作）近20%的投资。布雷什布尔和斯特拉丁格在公司成立后不久就离开了公司，但蓬佩奥和布拉托继续工作。
2006年，他将自己在该公司的权益卖给了高地资本管理，该公司当时已更名为“Nex-Tech Aerospace”，其客户包括洛克希德·马丁、湾流宇航、賽斯納、波音、势必锐航空系统公司和豪客比奇飞机公司。
2006年至2010年，他担任阡耀贸易（Sentry International）公司的总裁，该公司是一家油田设备制造商，也是科氏工业集团的合作伙伴。
2017年，蓬佩奥出任中央情报局局长时，任命他的前商业伙伴布莱恩·布拉托为该局的首席运营官。

## 政治生涯
从2011年1月開始，是堪薩斯州第四選舉區選出的美国众议院議員。他的黨籍是共和黨，並且是茶黨成員。
2016年11月18日，唐納·川普提名蓬佩奧为下一任中央情报局局长，2017年1月23日正式接任。
2018年3月13日，川普在社交网站推特上宣佈蓬佩奧將接替雷克斯·蒂勒森成為下任美國國務卿。4月26日，蓬佩奧在提名获得参议院的通过后，宣誓就任美国第70任国务卿。
2020年10月13日，蓬佩奥获国际共和学会颁发的约翰·麦凯恩自由奖（John McCain Freedom Award）。
2021年1月19日，蓬佩奥代表美国政府发表声明，认定自2017年，在中國共產黨的指导和控制下，中国政府在新疆对以维吾尔穆斯林为主的少数民族犯下了反人类罪，包括“随意拘捕、强迫节育、折磨、强迫劳动、高压限制宗教信仰、表达和行动自由”；而且犯下了种族灭绝罪，企图摧毁维吾尔族。1月21日，中国政府宣稱鉴于蓬佩奥「出于一己政治私利和对华偏见仇恨，罔顾中美两国人民的利益，策划、推动实施了一系列疯狂的行径，严重干涉中国内政、损害了中国的利益、伤害了中国人民的感情，也严重破坏了中美关系」，对其进行制裁。
| - 2018年8月3日蓬佩奧在布城與马来西亚首相马哈迪·莫哈末會面 - 从左到右：美国时任国防部长吉姆马蒂斯，蓬佩奥、印度部长兼外交事务蘇史馬斯瓦拉杰和印度的国防部长妮瑪拉希塔摩拉於2018年在新德里的第一个2+2会议 |

## 卸任後
2021年2月1日，蓬佩奥成为哈德逊研究所高级研究员。同年4月8日，蓬佩奥獲聘為福斯新聞的固定評論員；此前，前白宮發言人凱萊·麥肯奈妮已獲聘為該台的中午節目「Outnumbered」的共同主持人，而前首席經濟顧問拉里·库德洛亦已在2月時出任福斯財經新聞網（Fox Business Network）的節目主持人。同年6月15日，蓬佩奧創立了「擁護美國價值觀政治行動委員會」（CAVPAC）。

### 威士忌酒事件
2021年8月4日，美联社报道，迈克·蓬佩奥在任职美国国务卿时曾从日本政府收到价值5800美元的威士忌一瓶，但这瓶酒如今去向不明，美国国务院着手展开调查。据推测，蓬佩奥接受威士忌发生在2019年6月与时任总统特朗普一起为参加二十国集团峰会而访问日本大阪时；蓬佩奥还从哈萨克斯坦总统和阿联酋外长那里获得了价值1.94万美元的两块地毯，但这些地毯已移交给联邦总务厅。《纽约时报》就针对蓬佩奥调查威士忌的去向一事表示：“国务院公开上述内容的调查非常罕见。”此外，蓬佩奥因涉嫌在离任前把国务院人员用来遛狗、送洗衣物等私人事务，而接受了内部调查。蓬佩奥通过律师表示：“我不知道这件礼物，关于这件事的调查，没有得到任何人的联系。”按照美国政府的规定，“美国官员每人最多可获得390美元的礼物，任何超值的礼物都得向财政部付钱购买；私人接受外国政府赠送的礼物属于非法；如果认为是拒绝礼物会令对方和美国政府难堪，应在接受礼物后将其作为政府资产，向国立文件记录管理厅或联邦总务厅进行报告并移交。”此项规定是旨在不让外国政府向美国行贿以施加影响力。

### 被中華人民共和國制裁
2021年1月21日，中華人民共和國外交部宣布制裁28名美國人，蓬佩奧是其中1人。

### 訪問台灣

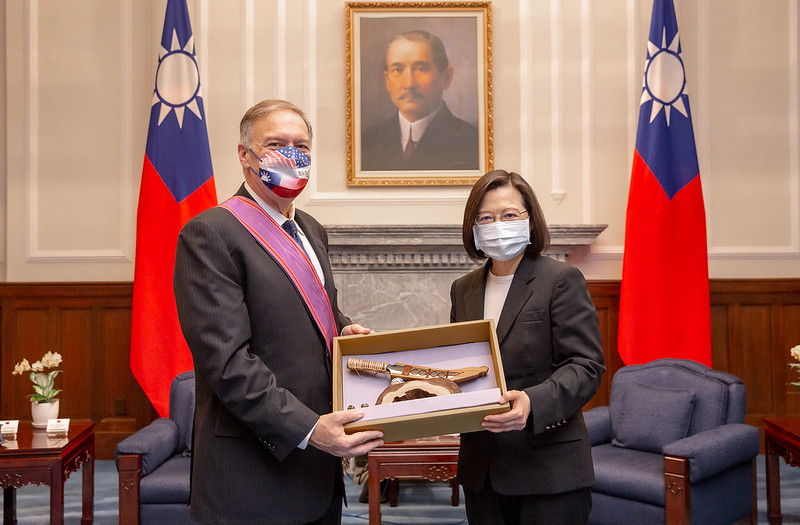
中華民國總統蔡英文頒授特種大綬景星勳章予蓬佩奥

2022年3月2日（台北時間），蓬佩奥抵台訪問，會見總統蔡英文，因其過去協助推動多項臺美關係發展而獲頒特種大綬景星勳章。然而在其訪問期間，支持兩岸統一的統促黨及新黨人士陳抗如影隨形。2022年9月26日，蓬佩奧二度訪台，參與全球台商經貿論壇進行專題演講，期間會見副總統賴清德、高雄市長陳其邁等台灣政要。2024年5月19日，蓬佩奧三度訪台，期間參與賴清德與蕭美琴的正副總統就職典禮以及福爾摩沙共和會舉辦其個人演講暨新書座談會。2025年1月6日，蓬佩奧四度訪台，參與福爾摩沙共和會舉辦的專題演講。

### 与特朗普关係
特朗普在2024年美國总统大选獲勝后，宣布不邀請蓬佩奥和尼基·黑利入新政府。根据华尔街日报报道，塔克·卡尔森和小唐纳德·特朗普在阻止蓬佩奥重返美国政府方面起着关键作用。塔克·卡尔森认为蓬佩奥是一名“战争贩子”。2025年1月22日，特朗普撤销了蓬佩奥的安全保护。

## 观点

### 共產中國與自由世界的未來

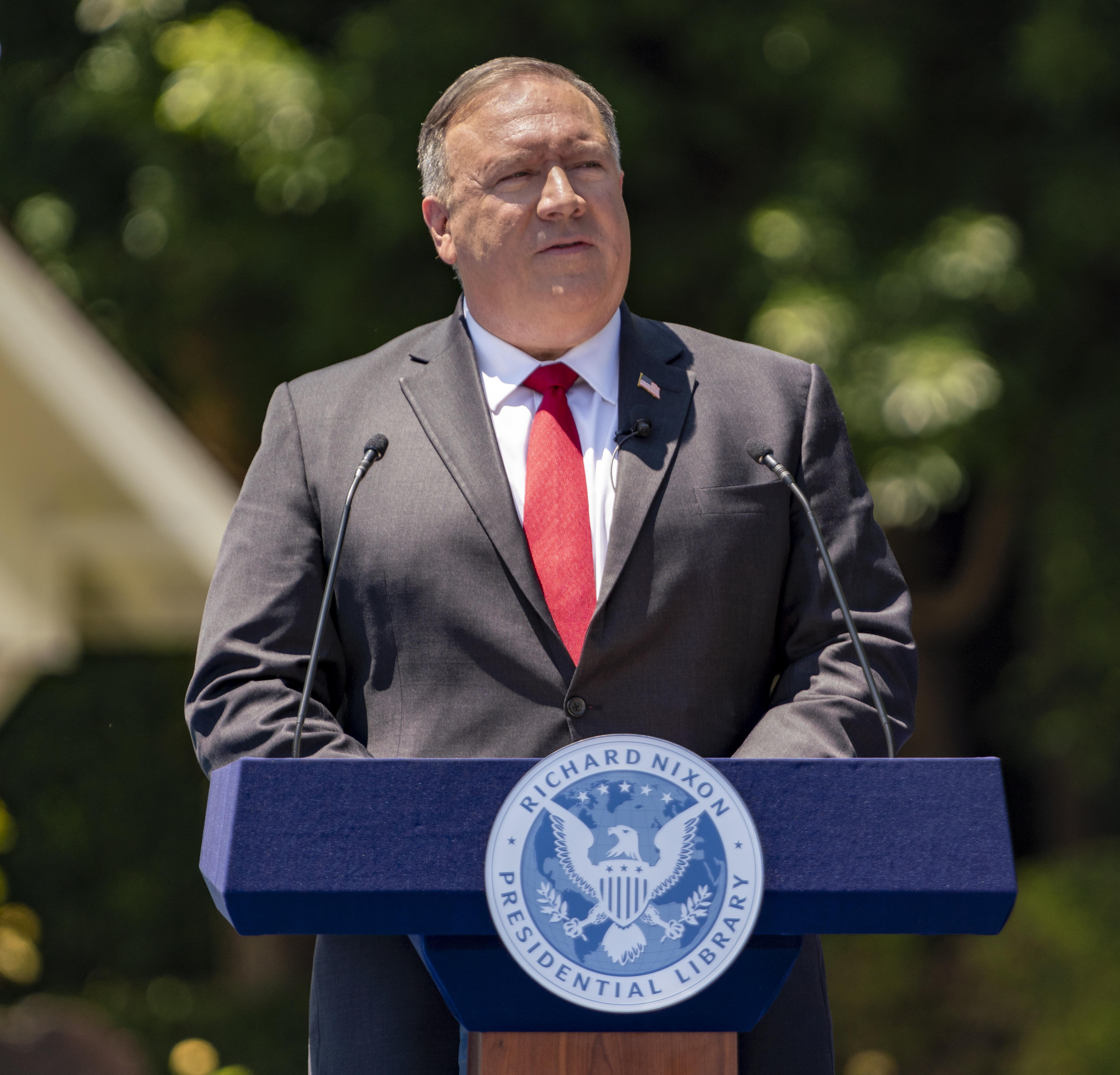
蓬佩奧在尼克松总统图书馆暨博物馆進行有关中国政策的演讲（2020年7月23日）

蓬佩奥认为中国共产党正在形成一种新的威权主义，它用各种手段压迫本国人民，与前东德压迫手段十分相似。他批评中国的党和政府压迫少数民族，剥夺谴责中国黑暗人权记录的批评人士的旅行权。他认为“美国一直非常珍视与中国人民之间的友谊，但是中共政府与中国人民并非一回事”，“中国人民是具有创造性、聪明、有能力的人民，美国与中国的冲突，是与中共的冲突，不是美国与中国人民的冲突，这是一场中共及其威权主义与全世界热爱和平的各国人民之间的挑战。”
之後，他於2021年1月7日宣布美國駐聯合國大使克拉夫特將於短期內訪問台灣時提到：「台灣展現出一個自由中國有可能達成的成就」，不久后美方因故撤销了该行程，其后克拉夫特遭到中方制裁。
2021年4月14日《大紀元時報》報導，針對香港大紀元印刷廠遇襲事件，蓬佩奧在發給《大紀元時報》的聲明中說，通過此次攻擊事件，「中共繼續（向外界）表明它們不會履行有關香港人民自由的協議」。蓬佩奧說，「美國應該發出明確信息，那就是：（中共）繼續壓迫香港人民、侵蝕他們的自由，特別是新聞自由，將不會被容忍。」

### 區分中共與中國人民，視中國民眾為合作夥伴
蓬佩奥在任国务卿期间，对外强硬，特別是其對中國共產黨的態度。因经常出访时发表对于中国共产党和中国政治制度的负面言论，强调“中共”并不等于“中国和中國人民”，多次发表对于习近平的负面言论。他發表演說《共產中國與自由世界的未來》批评“习近平总书记是一个破产的极权主义意识形态的真正信仰者”，呼吁聯合一般的中国人改变中共的行为。由于对华态度强硬，蓬佩奥多次受到中华人民共和国外交部新聞司、中华人民共和国官方媒体的指责。
。中国官方媒体央视《新闻联播》称蓬佩奥为“人类公敌”。2020年，美国国务卿蓬佩奥发表声明祝贺中華民國總統蔡英文連任，中华人民共和国外交部亦对此表现出不满，表示该行为违反一个中国原则和中美三个联合公报规定。

### 俄烏戰爭
他批評俄羅斯實行種族滅絕，並稱“美國人民致力於看到烏克蘭從這場戰爭中崛起，成為一個不可分割的國家；它將成為所有人的燈塔，向世界展示自由、決心和愛的至高無上”。他主張提供最先進的武器，並守護三座自由燈塔；這些燈塔應該集中在衝突激烈的國家：烏克蘭、以色列和台灣。。不過對於美國的作法，他在戴維·魯賓的政治新聞脫口秀中批評拜登政府。他認爲戰爭將以讓步方式結束，他表示「我們需要找到一個有兩種特點的解決辦法。首先，這個辦法應該被俄羅斯和烏克蘭人民接受。其次，需要找到一種長久的解決辦法。」

### 评论联合国的成员资格
2023年4月3日，蓬佩奥在俄罗斯入侵乌克兰背景下访问基辅，期间参与以「美国对乌克兰的支持——需要做什么以及为什么重要」为题的论坛。他在回答由乌克兰人民代表阿廖娜·什克鲁姆提及，俄罗斯自同年4月1日起开始担任联合国安理会主席，使得联合国的国际安全利益掌握在俄罗斯人手中的问题指出：「当初联合国在创建时还是有意义的，但当看到联合国人权理事会由伊朗人和委内瑞拉人负责人权事务这种情况，而这种情况一次又一次地发生，到了今天，联合国不会面对中国共产党将一百万穆斯林关押在新疆地区的集中营这一事实，该组织从根本上来说是崩溃的。」蓬佩奥也表示，中国和俄罗斯在联合国安理会的席位是过去的「遗留物」，因为两国都无视国际法，这是对过去的一种嘲弄。他指出，如果看看联合国的使命，它在创建时奠定了非常崇高的理念，这些理念包含在《联合国宪章》中，然而现在可以看到这个机构已经崩溃了。

## 争议

### 干預美國之音報導
2021年1月11日，蓬佩奧在美國之音總部講話，要求美國之音減少美國的負面新聞，呼籲增加美國好的一面的宣傳，和多一些美國卓異主義的報導；由於蓬佩奧的政治立場偏保守派，自由派質疑他有干預新聞自由的嫌疑。講話後，美國之音知名記者帕特西·維達庫斯瓦拉向蓬佩奧提問2021年衝擊美國國會大廈事件的相關問題，被時任美國之音總監羅伯特·賴利批評她無權過問；同日晚上，維達庫斯瓦拉被調職。有二十六名記者聯署，要求羅伯特·賴利下台。南加州大学安嫩伯格新闻与传播学院公共外交教授尼克·库尔对美国之音说，美国之音管理层允许现场直播蓬佩奥在美国之音总部的讲话，是试图把美国之音变成国家广播机构。

### 「我們撒謊，我們欺騙，我們偷竊」
2019年4月15日，蓬佩奧在德州農工大學演講時說，在他擔任中央情報局局長時，「『我們撒謊，我們欺騙，我們偷竊』（We lied, we cheated, we stole），我們還有一門課程專門來教這些，這些提醒我們美國是如何造就今日榮耀」。蓬佩奧說，「無論面對敵人或朋友，當他們在無法達到我們期望的時候，美國都必須堅持不懈，確保絕對不會羞於指出他們的錯誤」。蓬佩奧的言論引起爭議。《零对冲》表示，中央情報局所做的事正是撒謊、欺騙與偷竊，對於中央情報局對中國大陸、俄羅斯與維基解密等的指控，「我們還應該相信他們嗎」。美國長期指控，維基解密是「非國家的敵對情報機構」，受俄羅斯操控。2020年3月13日，中华人民共和国国务院新闻办公室发布《2019年美国侵犯人权报告》，导言以蓬佩奥上列爭議言論为开头，提及“美国政客的言论，彻底暴露了其在人权问题上奉行双重标准、以人权维护霸权的虚伪面目”。

### 其他批评
2019年2月朝美首脑会晤后，朝鲜外务省一名负责美国事务的高官权正根要求美国，在之后的会谈中能派一位更好的谈判代表来取代蓬佩奥，“蓬佩奥插手，两国之间的谈判就会出问题：即使离成功只有一步之遥，也会无果而终”。2019年8月31日，朝鲜外务省第一副相崔善姬批评，8月27日蓬佩奥在美国退伍军人协会的一场活动上说美国“不能对朝鲜的流氓行为视而不见”，此番言论越过了红线，不仅使准备恢复的朝美工作磋商很难召开，而且将进一步恶化朝美关系。
2020年，《紐約時報》和《華盛頓郵報》分別评价蓬佩奧為「史上最差國務卿」。

### 有偿访台
据《联合早报》称，有台湾媒体报道驻美国台北经济文化办事处与美国一家政治公关公司签约，以15万美元的酬谢安排蓬佩奧访台、演讲以及与蔡英文和吴钊燮会面等工作。台外交部对此回应称，通过公司安排卸任政要和各界名人协调访问在美国普遍且有例可循。

## 著作
- 《班加西委员会：拟议的补充意见》2016
- 自传回忆录《寸步不让：为我热爱的美国而战》2022

## 荣誉

### 外国勋章奖章
- 特種大綬景星勳章（中華民國，2022年3月3日于台北總統府頒發[84]）

### 榮譽學位
- 阿尔巴尼亚地拉那大学榮譽博士學位[85]

## 个人生活

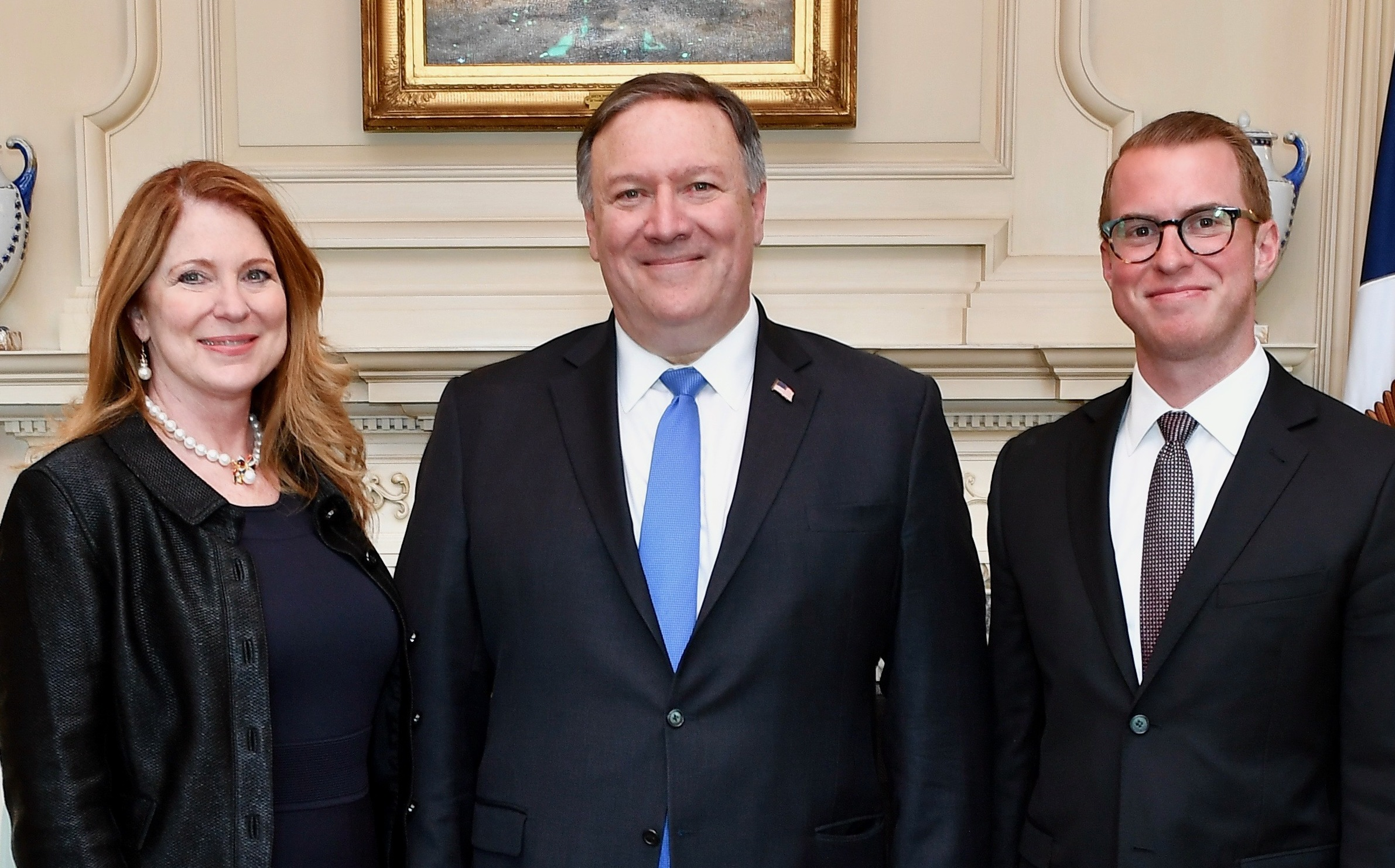
邁克·蓬佩奧（中）、妻子苏珊（Susan）（左）、继子尼古拉斯（Nicholas）（右）

蓬佩奥于1986年与莱斯利·利伯特·凯恩（Leslie Libert Cain，1964年3月23日-）结婚，于1997年離婚，凯恩現居馬里蘭州银泉。2000年，他与苏珊·贾斯特·莫斯特鲁斯（Susan Justice Mostrous，1965年2月1日-）结婚，並收養了蘇珊第一次婚姻中生育的兒子尼古拉斯（Nicholas William Pompeo，1990年9月26日-）。蘇珊出生於堪萨斯州威奇托，畢業於卫奇塔州立大学通訊專業，畢業後就職於私人銀行15年，曾任Emprise Bank高級副總裁。蘇珊在丈夫政治職業生涯中影響巨大，積極支持蓬佩奧的國會競選活動。
蓬佩奥是一個基督徒，隶属于福音派长老会。2007年至2009年，担任当地教会的执事，并擔任主日学的教理問答。
2014年，蓬佩奥对一个教会团体说，基督徒需要“知道耶稣基督是我们的救世主，是真正解决我们这个世界問題的唯一办法。”2015年，蓬佩奥在一个教会的演讲中说：“政治是一场永无止境的斗争......直到被提。”
就任國務卿時的蓬佩奧身型頗為肥胖，其BMI值一直維持在高水平，他身高1.81米，體重近300磅，BMI值達41.6。於離任國務卿後，他在6個月內減肥90磅，身型有顯著改善，BMI值亦成功降至29.2。